# Костюковский сельсовет
Костюко́вский сельсове́т — сельское поселение в Свободненском районе Амурской области.
Административный центр — село Костюковка.

## История
2 августа 2005 года в соответствии Законом Амурской области № 31-ОЗ муниципальное образование наделено статусом сельского поселения. Законом Амурской области от 30 августа 2010 года N 365-ОЗ Серебрянский сельсовет вошёл в состав Костюковского сельсовета.

## Население
| 2002 | 2010 | 2011 | 2012 | 2013 | 2014 | 2015 |
| ---- | ---- | ---- | ---- | ---- | ---- | ---- |
| 871  | ↘726 | ↗974 | ↘955 | ↘945 | ↘920 | ↗927 |
| 2016 | 2017 | 2018 | 2021 |      |      |      |
| ↘871 | ↘857 | ↘852 | ↘810 |      |      |      |

## Состав сельского поселения
| № | Населённый пункт | Тип населённого пункта       | Население |
| - | ---------------- | ---------------------------- | --------- |
| 1 | Зиговка          | село                         | ↘125      |
| 2 | Костюковка       | село, административный центр | ↘461      |
| 3 | Малый Эргель     | село                         | ↗29       |
| 4 | Серебрянка       | село                         | ↘237      |